# 金堤空港
金堤空港（キムジェくうこう、韓国語: 김제공항）は、大韓民国全北特別自治道金堤市孔徳面および白山面一帯に建設が計画されている空港である。
全羅北道の民間空港として構想され、1990年代末より事業が進められたものの、用地買収が行われたのみで着工には至らず、2011年には空港開発中長期総合計画から金堤空港開発の計画が削除された。当初計画の規模で建設される可能性はなくなっているが、買収済みの用地を軽飛行場として活用する構想がある。

## 名称
大韓民国航空法の規定による施設設置告示における名称は「金堤空港」であるが、当初は「全州圏新空港」「全州新空港」あるいは単に「全州空港」と呼ばれていた。

## 施設
以下の施設が計画されている。
- 滑走路: 長さ1,800m、幅45m
- 駐機場: 23435m2
- 旅客ターミナル: 8652m2
- 駐車場: 18300m2

## 歴史

### 前史
全羅北道地域の航空交通の歴史は古く、1930年代には京城と裡里飛行場を結ぶ定期路線が運航されていた。また1970年代には大韓航空が全州市にある全州飛行場や群山市の群山飛行場に就航していたが、湖南高速道路の開通やオイルショックの影響により、全ての路線が運休となった。

### 構想
1980年代末から韓国では各地で空港の整備が行われた。全羅北道地域においては群山飛行場の活用も検討されていたが、軍との共用となることによる制約や、群山市が全羅北道の北西端に位置し、全羅北道各地、特に中心都市である全州市からの交通に難があったことから、より条件のよい場所に空港が必要という指摘がなされてきた。こうした状況から大韓民国交通部は1990年12月より全北空港建設の妥当性調査を行い、1991年11月、空港新設の妥当性を認める結論を出した。一方、群山飛行場の民間航空施設整備も並行して進められ、1992年12月に群山空港として開港、大韓航空が再就航した。
1994年4月、交通部は「空港開発中長期基本計画」において、1995年からの5年間に推進する空港開発事業を示した。しかし、この計画に全州新空港の構想は反映されず、群山空港の施設拡張のみが盛り込まれた。1996年には全羅北道が独自に全州新空港の妥当性調査を実施したが、道は調査結果の報告を受けた後、しばらくは何の対応も行わなかった。

### 着手
1998年、全羅道出身の金大中が第15代大統領に就任すると、この年、全羅北道は全州新空港の建設を建設交通部に要請した。要請を受けた建設交通部は1998年9月に空港開発中長期基本計画の変更を告示、「全州新空港開発」の名称で金堤市白山面における空港新設を中長期計画に反映した。これに対し予定地となった金堤市では、騒音などによる環境の悪化や採算性への疑問を理由に反対意見が出され、市議会が反対決議を行った。地元住民や市民団体は反対闘争委員会を結成し、国会前で示威行動を行うといった運動を展開した。また予定地は近隣に複数の電波塔があり、航空機の機器や管制との交信に影響が出るおそれがあるとして、韓国放送公社も懸念を示した。
1999年3月には監査院が「航空事故予防および安全管理対策推進実態」と題する特別監査結果において、金堤空港の計画は近隣の空港や西海岸高速道路、湖南高速鉄道といった競合交通機関との関連が考慮されていないとして、計画の全面再検討を建設交通部に促した。しかし勧告直後の5月に全州を訪問した金大中は新空港の推進を主張、建設交通部は6月から妥当性の再調査を行った。この調査は監査院が問題を指摘した最初の調査を実施した外部機関に再度委託されたため、形式的な再調査として反対派の批判を受けたが、建設交通部は11月に建設を妥当とする報告を受けると、この再調査結果を基礎に事業を継続した。1999年12月からは基本設計が、2000年12月からは実施設計が行われた。当初1600mで計画されていた滑走路長は、基本設計後に1800mに延長された。
2001年には空軍が、金堤に空港を開港すれば群山空港や井邑非常滑走路の運用が制限され、安全上も問題がある、と指摘し、事実上計画に反対した。しかし建設交通部は民間空港を新設する際には頻出する問題だとして軍の協力を求めるにとどまり、特に対応を行わなかった。建設予定地の孔徳面・白山面ではこの時期も反対運動が続いており、運動の組織化も進み激化傾向にあったが、隣接する龍池面では逆に空港誘致の動きが起きた。しかし全羅北道は現予定地は熟慮されたものだとして立地の再検討を行わず、2001年11月には金堤空港建設支援事業所を開設し、用地の買収を進めた。

### 延期
しかし金堤推進の一方で、既設の群山空港の状況は悪化していた。群山空港の利用客は減少傾向にあったが、2001年の西海岸高速道路開通によりさらに減少し、2002年には金浦線が廃止された。金堤では2002年12月には工事会社が決定し、翌年には工事着工と報じられた。しかし工事会社が現地に現場事務所、食堂、仮設トイレなどを設置したのみにとどまり、着工は延期され続けた。
2004年には監査院が金堤、蔚珍、務安の各空港について、経済的妥当性などを再検討するよう建設交通部に勧告し、着工に至っていない金堤空港については計画そのものが中止される可能性が出てきた。
2005年には全羅北道が用地買収の完了を宣言した。しかし着工の予定が立たないため、2006年からソウル地方航空庁は金堤市に委託して買収済み用地の賃貸を始め、予定地ではジャガイモ、サツマイモ、白菜などが栽培されるようになった。これにより2006年には1億4千400万ウォン、2007年には1億7千100万ウォンの賃貸収入が得られ、ソウル地方航空庁と金堤市で折半された。この間、2006年11月には「第3次空港開発中長期総合計画」が公表されたが、金堤空港については工事が保留されている現状を示すのみで、以降の計画は何も示さなかった。
2008年1月には全羅北道が用地に菜の花を植え「菜の花観光団地」として活用することをソウル地方航空庁に提案した。この提案はソウル地方航空庁が拒否したため実現はしなかったが、これまで空港建設を推進してきた全羅北道がこのような提案を行ったことにより、道は方針を転換しつつあるのではないかという指摘もなされた。
2008年2月、李明博が大統領に就任した。しかし、金堤空港の推進は新政権の主要政策とはならず、徐々に群山空港への重点の変更が行われることになる。2008年5月7日、金完柱全羅北道知事は全羅北道庁で開かれた「2008 地域発展討論会」において全北発展戦略について報告を行い、群山空港の拡張と国際化を主張した。討論会に参加していた李明博大統領は知事の提案に同意し、金堤空港について「群山が溢れたら検討すればよい」とした。金完柱は5月22日には道内国会議員当選者との懇談会において、地方空港を整理しつつある政府の方針に触れ、金堤空港の推進は困難であり、全羅北道の航空需要への対応は全州など道内各地から群山への交通条件改善によって行うほかはない、と述べた。
2008年7月には、鄭日永国土海洋部航空鉄道局長が空港建設の実効性がないとして、金堤空港建設を中止、群山空港の拡張を推進すると発表、2011年1月に公表された「第4次空港開発中長期総合計画」では金堤空港の開発計画が削除された。中長期計画は、買収済みの空港用地を軽飛行場として活用することを検討するとし、2011年には全羅北道と金堤市が187億ウォンの予算で買収済み用地内に長さ600m、幅18mの滑走路を建設する計画を策定した。

### 年表
- 1996年12月：全羅北道、全州新空港の妥当性調査を実施（1997年7月まで）。
- 1998年9月19日：建設交通部「空港開発中長期基本計画変更」告示[3]。空港開発中長期基本計画に全州新空港開発が追加される。
- 1999年3月：監査院、計画の再検討を建設交通部に勧告。
- 1999年12月：基本設計（2000年9月まで）。
- 2000年12月：実施設計（2001年12月まで）。
- 2001年7月3日：建設交通部「金堤空港基本計画」告示[10]。
- 2002年2月9日：ソウル地方航空庁「金堤空港設置」告示[1]。
- 2002年12月20日：建設工事入札。
- 2003年6月：現場事務所設置。
- 2003年11月1日：ソウル地方航空庁「金堤空港空港開発事業実施計画」告示[11]。
- 2004年6月：監査院、計画の再検討を建設交通部に勧告。
- 2006年11月24日：建設交通部「第3次空港開発中長期総合計画」[12]告示。
- 2011年1月5日：国土海洋部「第4次空港開発中長期総合計画」告示[9]。